# Équipe de France de combiné nordique

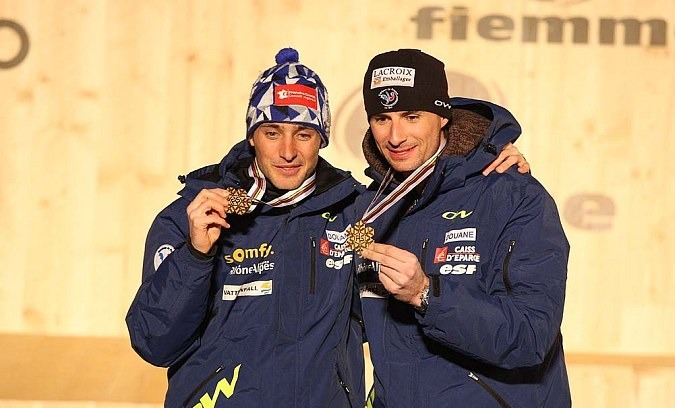
Jason Lamy-Chappuis et Sébastien Lacroix, champions du monde du sprint à Val di Fiemme en 2013

L'équipe de France de combiné nordique a notamment remporté :
- deux titres olympiques individuels (Fabrice Guy, en 1992, et Jason Lamy-Chappuis, 2010) ;
- deux titres individuels de Champion du monde (Jason Lamy-Chappuis, 2011 et 2013) ;
- trois titres de Champions du monde par équipes (2013, 2013 et 2015) ;
- quatre Coupes du monde (Fabrice Guy, en 1992, et Jason Lamy-Chappuis en 2010, 2011 et 2012) ;
- trente-trois victoires individuelles en Coupe du monde ;
- deux Coupes du monde B, sept Coupes OPA…

Cette page recense, par ordre chronologique, les combinés français ayant participé à des épreuves internationales ; elle reprend, année par année, les performances les plus notables.

## 1924
Klébert Balmat, Gilbert Ravanel, Adrien Vandelle et Martial Payot participent à l'épreuve de combiné des Jeux olympiques de 1924.

## 1928
Martial Payot, Klébert Balmat et Marcel Béraud prennent part à l'épreuve de combiné des Jeux olympiques de 1928.

## 1932
Raymond Berthet, pourtant inscrit à l'épreuve de combiné des Jeux olympiques, déclare forfait, de même que 13 autres coureurs.

## 1937
Raymond Berthet a participé à l'épreuve de combiné des Championnats du monde de ski nordique 1937.

## 1948
Deux Français sont au départ de l'épreuve de combiné des Jeux olympiques de 1948 : René & Walter Jeandel.

## 1968
Trois Français sont au départ de l'épreuve de combiné des Jeux olympiques de 1968 : Jean-Marie Bourgeois, Gervais Poirot & Émile Salvi.

## 1972
Jacques Gaillard participe à l'épreuve de combiné des Jeux olympiques de 1972.

## 1976
Jacques Gaillard participe à l'épreuve de combiné des Jeux olympiques de 1976.

## Saison 1986 - 1987
Participations sporadiques à la Coupe du monde.
- Jean-Pierre Bohard[G 1],[87 1]
- Fabrice Guy[87 1],[87 2],[87 3]
- Francis Repellin[87 1]

Débuts internationaux de Fabrice Guy.

## Saison 1987 - 1988
Participations sporadiques à la Coupe du monde.
- Jean-Pierre Bohard[G 1],[88 1]
- Sylvain Guillaume[88 2]
- Francis Repellin : vice-champion du monde junior à Saalfelden, le 3 février

Débuts internationaux de Sylvain Guillaume.

## Saison 1988 - 1989
Participations régulières à la Coupe du monde et premiers podiums (Fabrice Guy, troisième à Lake Placid le 18 mars, Xavier Girard, deuxième à Thunder Bay une semaine plus tard).
Participation aux Jeux olympiques de Jean-Pierre Bohard, Xavier Girard, Fabrice Guy et Francis Repellin.
Jean-Pierre Bohard, Xavier Girard et Francis Repellin sont notamment devenus vice-champions du monde junior par équipes, le 16 mars à Vang/Hamar (Norvège). Francis Repellin a conservé son titre individuel de vice-champion du monde junior conquis l'année précédente.
- Jean-Pierre Bohard[G 1]
- Xavier Girard
- Sylvain Guillaume
- Fabrice Guy
- Francis Repellin

## Saison 1989 - 1990
Participations régulières et podiums en Coupe du monde. Christophe Borello, troisième aux Championnats du monde junior.
- Christophe Borello[G 2]
- Xavier Girard
- Sylvain Guillaume
- Fabrice Guy

## Saison 1990 - 1991
Plusieurs podiums en Coupe du monde pour Fabrice Guy. Xavier Girard, Fabrice Guy et Francis Repellin sont vice-champions du monde. Quelques participations en Coupe du monde B, dont une victoire pour Fabrice Guy.
- Xavier Girard
- Sylvain Guillaume
- Fabrice Guy
- Francis Repellin

## Saison 1991 - 1992
Fabrice Guy, champion olympique, et Sylvain Guillaume, vice-champion. L'équipe de France (Guy, Guillaume et Repellin) est quatrième de l'épreuve par équipes.
Six victoires en Coupe du monde pour Fabrice Guy, qui en remporte le classement général.
Quelques nouveaux venus : Frédéric Baud, Étienne Gouy et Jérôme Ziglioli sont troisièmes aux Championnats du monde junior.
- En Coupe du monde :
  - Christophe Borello[G 2]
  - Xavier Girard
  - Sylvain Guillaume
  - Fabrice Guy
  - Francis Repellin

- Juniors :
  - Frédéric Baud
  - Étienne Gouy
  - Jérôme Ziglioli[G 3]

Débuts internationaux de Frédéric Baud.

## Saison 1992 - 1993
Participation régulière à la Coupe du monde, mais sans réussite.
Une victoire et un podium de Sylvain Guillaume en Coupe du monde B. Un podium de Frédéric Baud dans cette même compétition.
- Frédéric Baud
- Sylvain Guillaume
- Fabrice Guy
- Francis Repellin

## Saison 1993 - 1994
- Frédéric Baud
- Étienne Gouy[94 1]
- Sylvain Guillaume
- Fabrice Guy
- Stéphane Michon[G 4]

Jean-Marc Mougel, vainqueur du classement général jeunes de la Coupe OPA.

## Saison 1994 - 1995
Sylvain Guillaume, troisième du Championnat du monde.
- Sylvain Guillaume
- Fabrice Guy

Nicolas Bal, vainqueur du classement général jeunes de la Coupe OPA.

## Saison 1995 - 1996
Une victoire et un podium en Coupe du monde pour Sylvain Guillaume.
- Nicolas Bal
- Frédéric Baud
- Étienne Gouy
- Sylvain Guillaume
- Fabrice Guy

Juniors :
- Jean-Marc Mougel[G 5]
- Ludovic Roux

Nicolas Bal, Jean-Marc Mougel et Ludovic Roux, vice-champions du monde juniors par équipe à Asiago (Italie).
Nicolas Bal et Ludovic Roux font leurs débuts internationaux.

## Saison 1996 - 1997
Fabrice Guy, troisième du Championnat du monde à Trondheim.
Frédéric Baud remporte sa première Coupe du monde B.
- Nicolas Bal
- Frédéric Baud
- Étienne Gouy
- Sylvain Guillaume
- Fabrice Guy
- Laurent Michoux[G 6]
- Jean-Marc Mougel[G 5]
- Ludovic Roux (deux podiums en Coupe du monde B, cinq participations en Coupe du monde et troisième de l'épreuve individuelle des Championnats du monde junior à Canmore, au Canada)
- Rémy Trachsel[G 7]
- Fabrice Vischi[G 8]

Nicolas Bal, Ludovic Roux et Rémy Trachsel sont champions du monde juniors par équipes à Canmore.
Fabrice Vischi, âgé de onze ans, remporte la Coupe OPA.

## Saison 1997 - 1998
Sylvain Guillaume, Nicolas Bal, Ludovic Roux et Fabrice Guy, médaille de bronze par équipes aux Jeux olympiques d'hiver à Nagano.
- Nicolas Bal
- Frédéric Baud (deuxième à Klingenthal et troisième à Štrbské Pleso en Coupe du monde B)
- Sylvain Guillaume (deuxième à Schonach et à Oslo en Coupe du monde)
- Fabrice Guy
- Laurent Michoux[G 6]
- Ludovic Roux (troisième à Chaux-Neuve en Coupe du monde)

Le très jeune Hervé Perret remporte la Coupe OPA.

## Saison 1998 - 1999
- Kevin Arnould
- Nicolas Bal
- Frédéric Baud
- Sylvain Guillaume
- Fabrice Guy
- Julien Marchandise[G 10]
- Baptiste Rousset[G 11]
- Ludovic Roux
- Rémy Trachsel[G 7]

Kevin Arnould, Julien Marchandise, Baptiste Rousset et Ludovic Roux sont troisièmes de l'épreuve par équipes des Championnats du monde junior à Saalfelden, en Autriche.
Débuts internationaux de Kevin Arnould.
Dernière saison de Fabrice Guy.

## Saison 1999 - 2000
Frédéric Baud remporte sa deuxième Coupe du monde B.
- Kevin Arnould
- Nicolas Bal
- Frédéric Baud
- Sylvain Guillaume
- Baptiste Rousset[G 11]
- Ludovic Roux
- Rémy Trachsel[G 7]

Kevin Arnould, troisième de l'épreuve individuelle sur petit tremplin des Championnats du monde junior à Štrbské Pleso, en Slovaquie.

## Saison 2000 - 2001
Kevin Arnould, Frédéric Baud et Ludovic Roux disputent la totalité de la saison de Coupe du monde.
Nicolas Bal n'est présent qu'en début de saison tandis que Sylvain Guillaume en dispute le début puis revient à partir des Championnats du monde pour la fin de saison.
| Coureurs                                        | 1  | 2  | 6  | 7  | 8  | 9  | 10 | 11 | 12 | 13 | 14 | 15 |  | NH | T | S  |  | 16 | 17 | 18 | 19 |
| ----------------------------------------------- | -- | -- | -- | -- | -- | -- | -- | -- | -- | -- | -- | -- |  | -- | - | -- |  | -- | -- | -- | -- |
| Kevin Arnould                                   | 34 | 23 | 30 | 27 | 40 | 24 | 35 | 27 | 11 | 23 | 30 |    |  | 21 | 9 | 29 |  | 37 | 30 | 36 | 34 |
| Nicolas Bal                                     | 45 | 28 | 48 | 42 | 30 | 45 |    |    |    |    |    |    |  |    |   |    |  |    |    |    |    |
| Frédéric Baud                                   | 38 | 10 | 13 | 8  | 26 | 11 | 18 | 22 | 11 | 18 | 23 |    |  | 20 | 9 | 26 |  | 23 | 36 | 44 | 26 |
| Sylvain Guillaume                               | 31 | 27 | 34 | 40 | 28 | 44 |    |    |    |    |    | 9  |  | 39 | 9 | 31 |  | 35 | 24 | 46 | 45 |
| Sébastien Lacroix                               |    |    |    |    |    |    |    |    |    |    |    | 21 |  |    |   |    |  |    |    |    |    |
| Ludovic Roux                                    | 15 | 14 | 21 | 23 |    | 36 | 38 | 16 | 11 | 8  | 26 |    |  | 14 | 9 | 23 |  | 34 | 15 | 25 |    |
| La légende du tableau figure au bas de la page. |    |    |    |    |    |    |    |    |    |    |    |    |  |    |   |    |  |    |    |    |    |

En Coupe du monde B :
- Nicolas Bal, deux départs pour deux 2e places, la première par équipes, la seconde individuelle sur tremplin normal ;
- Sylvain Guillaume, trois départs pour trois 2e places, l'une par équipes, les deux autres individuelles sur grand tremplin ;
- Rémy Trachsel[G 7], une 2e place par équipes.

Sébastien Lacroix fait ses débuts internationaux, remporte sa première Coupe OPA… et participe à sa première épreuve de Coupe du monde !

## Saison 2001 - 2002
Seul Kevin Arnould ne participe qu'à des épreuves « élite ». Ludovic Roux dispute de très nombreuses épreuves de la Coupe du monde ; en début de saison, Sylvain Guillaume et Frédéric Baud l'accompagnent, ce dernier revenant en fin de saison, à partir des Jeux olympiques. Nicolas Bal participe à la Coupe du monde sans discontinuer à compter du Grand Prix d'Allemagne tandis que les jeunes Sébastien Lacroix et Mathieu Martinez s'y essaient dans la dernière partie de la saison, en Scandinavie.
| Coureurs                                        | 1  | 2  | 4  | 5  | 6  | 7  | 8  | 9  | 10 | 11 | 12 | 13 | 14 | 15 | 16 |  | NH | T | S  |  | 17 | 18 | 20 | 21 | 22 |
| ----------------------------------------------- | -- | -- | -- | -- | -- | -- | -- | -- | -- | -- | -- | -- | -- | -- | -- |  | -- | - | -- |  | -- | -- | -- | -- | -- |
| Kevin Arnould                                   | 26 | 29 | 20 | 41 | 29 | 12 | 38 | 14 | 25 | 26 | 12 |    | 9  |    |    |  | 17 | 6 | 34 |  | 14 | 17 | 17 | 23 | 30 |
| Nicolas Bal                                     |    |    |    |    |    |    |    | 29 | 28 | 47 | 12 | 39 | 36 | 24 | 14 |  | 10 | 6 | 18 |  | 34 | 29 | 15 | 12 | 20 |
| Frédéric Baud                                   | 37 | 43 | 23 | 34 | 36 | 36 | 33 |    |    |    |    |    |    |    |    |  | 37 | 6 | 27 |  | 39 | 36 | 46 | 43 | 45 |
| Sylvain Guillaume                               | 45 | 41 | 30 | 30 | 38 | 25 | 22 |    |    |    |    |    |    |    |    |  |    |   |    |  |    |    |    |    |    |
| Sébastien Lacroix                               |    |    |    |    |    |    |    |    |    |    |    |    |    |    |    |  |    |   |    |  | 27 | 37 |    | 28 | 40 |
| Mathieu Martinez                                |    |    |    |    |    |    |    |    |    |    |    |    |    |    |    |  |    |   |    |  | 32 | 8  | 39 |    | 39 |
| Ludovic Roux                                    | 25 | 28 |    | 16 | 13 |    |    | 10 | 35 | 34 | 12 | 26 | 21 |    |    |  | 26 | 6 | 10 |  | 25 | 30 | 16 | 20 | 31 |
| La légende du tableau figure au bas de la page. |    |    |    |    |    |    |    |    |    |    |    |    |    |    |    |  |    |   |    |  |    |    |    |    |    |

En Coupe du monde B :
- Nicolas Bal, 7 participations, une victoire, une 3e place ;
- Frédéric Baud, 8 participations, trois victoires ;
- Sylvain Guillaume, 8 participations, meilleur résultat 6e ;
- Sébastien Lacroix, 8 participations ;
- Mathieu Martinez, 12 participations, une victoire ;
- Ludovic Roux, 3 participations ;
- Rémy Trachsel[G 7], 18 participations, meilleur résultat individuel 8e.

Maxime Laheurte, Mathieu Martinez, Sébastien Lacroix et François Braud, vice-champions du monde juniors par équipes à Schonach, en Allemagne.
Sébastien Lacroix remporte sa seconde Coupe OPA.
Débuts internationaux de François Braud, de Maxime Laheurte, de Yannick Maréchal et de Mathieu Martinez.
Dernière saison de Sylvain Guillaume.

## Saison 2002 - 2003
Nicolas Bal et Ludovic Roux sont les piliers de l'équipe de France et ne disputent que des épreuves « élite ».
Kevin Arnould, Frédéric Baud, Sébastien Lacroix et Mathieu Martinez disputent de nombreuses épreuves de Coupe du monde ainsi que des épreuves de Coupe du monde B.
| Coureurs                                        | 1  | 3  | 4  | 5  | 6  | 7  | 8  | 9  | 10 | 11 | 12 |  | NH | T | S  |  | 13 | 14 | 15 | 16 |  |
| ----------------------------------------------- | -- | -- | -- | -- | -- | -- | -- | -- | -- | -- | -- |  | -- | - | -- |  | -- | -- | -- | -- |  |
| Nicolas Bal                                     | 20 |    | 20 | 18 |    | 23 | 28 | 12 | 18 | 10 | 17 |  | 16 | 7 | 12 |  | 15 | 33 | 15 | 9  |  |
| Ludovic Roux                                    | 18 | 29 | 14 |    | 18 | 14 | 22 | 27 | 19 |    | 31 |  |    | 7 | 24 |  | 23 | 20 | 25 | 19 |  |
|                                                 |    |    |    |    |    |    |    |    |    |    |    |  |    |   |    |  |    |    |    |    |  |
|                                                 |    |    |    |    |    |    |    |    |    |    |    |  |    |   |    |  |    |    |    |    |  |
| Kevin Arnould                                   | 37 | 30 | 22 | 23 | 22 | 22 |    | 34 | 37 |    |    |  |    | 7 | 9  |  | 22 | 5  | 9  | 16 |  |
| Frédéric Baud                                   | 39 | 35 |    | 36 | 34 | 26 |    |    | 6  |    |    |  | 21 |   |    |  | 32 | 38 | 42 | 25 |  |
| Sébastien Lacroix                               | 36 |    | 37 | 43 |    | 33 |    |    | 29 |    |    |  |    |   |    |  | 38 | 40 | 27 | 21 |  |
| Mathieu Martinez                                | 28 |    | 31 | 31 |    | 34 |    |    | 17 |    |    |  | 23 | 7 | 18 |  | 17 | 19 | 24 | 20 |  |
| La légende du tableau figure au bas de la page. |    |    |    |    |    |    |    |    |    |    |    |  |    |   |    |  |    |    |    |    |  |

Maxime Laheurte, Jason Lamy-Chappuis, Sébastien Lacroix et François Braud, troisièmes du championnat du monde juniors par équipes à Sollefteå, en Suède. Ce résultat soude une jeune équipe promise à un bel avenir pendant la décennie suivante. De plus, Sébastien Lacroix est vice-champion du monde juniors en gundersen individuel. On notera, pour l'anecdote, la participation à l'épreuve de sprint de ces Championnats du jeune Vincent Descombes Sevoie, promis à un bel avenir de sauteur spécial.
En Coupe du monde B :
- Kevin Arnould, 4 participations, une victoire ;
- Frédéric Baud, 5 participations, deux victoires ;
- Sébastien Lacroix, 2 participations ;
- Maxime Laheurte, 3 participations ;
- Jason Lamy-Chappuis, 3 participations ;
- Yannick Maréchal[G 12], 2 participations ;
- Mathieu Martinez, 6 participations, une victoire, deux 2e places, une 3e place.

Maxime Boillot, François Braud, Maxime Laheurte, Jason Lamy-Chappuis et Yannick Maréchal courent en épreuves juniors et disputent quelques courses FIS. Au festival olympique d'hiver de la jeunesse européenne, Jason Lamy-Chappuis remporte l'épreuve individuelle et se classe deuxième de l'épreuve par équipes, disputée avec Benjamin Lizon au Cire et François Braud.
Premières épreuves internationales pour Maxime Boillot, Jason Lamy-Chappuis, Nicolas Martin et Florian Pinel.

## Saison 2003 - 2004
Kevin Arnould et Ludovic Roux disputent la quasi-totalité des épreuves de la Coupe du monde. Nicolas Bal en dispute 8 et Mathieu Martinez, 11.
Frédéric Baud et Sébastien Lacroix en disputent quelques-unes, comme la saison précédente. En fin de saison, Jason Lamy-Chappuis y fait ses premières armes et rentre plusieurs fois dans les 30 premiers de l'épreuve, ce qui lui rapporte des points au classement de la Coupe.
| Coureurs                                        | 1  | 2  | 3  | 5  | 6  | 7  | 8  | 9  | 10 | 11 | 12 | 13 | 14 | 15 | 16 | 18 | 19 | 20 | 21 | 22 |
| ----------------------------------------------- | -- | -- | -- | -- | -- | -- | -- | -- | -- | -- | -- | -- | -- | -- | -- | -- | -- | -- | -- | -- |
| Kevin Arnould                                   | 7  | 13 | 29 | 31 | 25 | 20 | 26 |    | 35 | 37 | 24 | 28 | 25 | 8  | 22 |    | 31 | 28 | 38 | 27 |
| Nicolas Bal                                     | 21 | 9  | 28 | 25 | 24 |    |    |    | 39 | 34 |    | 36 |    |    |    |    |    |    |    |    |
| Frédéric Baud                                   |    | 41 | 46 |    |    | 36 | 41 | 42 |    |    |    |    |    |    |    |    |    |    |    |    |
| Sébastien Lacroix                               | 32 | 39 | 42 | 35 |    |    |    |    |    |    |    |    |    |    |    |    |    |    |    |    |
| Jason Lamy-Chappuis                             |    |    |    |    |    |    |    |    |    |    |    |    |    |    |    |    | 27 | 37 | 23 | 29 |
| Mathieu Martinez                                | 34 | 38 | 30 | 33 |    |    |    |    |    |    |    |    |    | 8  | 32 | 30 | 42 | 31 | 42 | 40 |
| Ludovic Roux                                    | 18 | 6  | 15 | 9  | 9  | 8  | 9  | 5  | 16 | 11 | 11 | 34 | 24 | 8  | 7  | 15 | 22 | 12 | 21 | 17 |
| La légende du tableau figure au bas de la page. |    |    |    |    |    |    |    |    |    |    |    |    |    |    |    |    |    |    |    |    |

Mathieu Martinez remporte deux étapes de la Coupe du monde B.
D'autres coureurs français ont également participé à des épreuves internationales, telles la Coupe du monde B ou des courses FIS :
- Maxime Boillot[G 13],
- François Braud,
- Jonathan Felisaz,
- Maxime Laheurte,
- Yannick Maréchal[G 12].

Jason Lamy-Chappuis remporte la Coupe OPA ainsi que deux courses FIS.
Ce fut la dernière saison de Frédéric Baud.

## Saison 2004 - 2005
Nombreuses participations en Coupe du monde, malheureusement sans podiums :
- le meilleur résultat individuel est une septième place de Nicolas Bal (le 12 février à Pragelato, en Italie),
- et le meilleur résultat par équipes une cinquième place, la veille.

| Coureurs                                        | 1  | 2   | 3   | 4  | 5   | 6   | 7  | 8  | 9  | 10 | 11 | 12 | 13 | 14 |  | NH  | T | S  |  | 15  | 16  | 17 | 18 |
| ----------------------------------------------- | -- | --- | --- | -- | --- | --- | -- | -- | -- | -- | -- | -- | -- | -- |  | --- | - | -- |  | --- | --- | -- | -- |
| Kevin Arnould                                   | 18 | 26  | 30  | 25 | Ab. | 32  | 29 | 31 | 26 |    |    |    |    |    |  | 18  | 7 |    |  | 23  | 33  | 32 | 24 |
| Nicolas Bal                                     |    |     |     |    | 25  | Ab. | 12 | 14 | 13 | 15 |    |    | 5  | 7  |  | 13  | 7 | 15 |  | Ab. | Ab. | 13 | 18 |
| Sébastien Lacroix                               |    |     |     |    |     |     |    |    |    |    |    |    |    |    |  |     |   |    |  | 35  | 38  | 29 | 27 |
| Maxime Laheurte                                 |    |     |     |    |     |     |    |    |    |    | 20 | 25 |    |    |  |     |   |    |  |     |     |    |    |
| Jason Lamy-Chappuis                             | 35 | 16  | Ab. | 28 | 32  | 20  | 17 | 37 | 41 | 20 |    |    | 5  | 20 |  | 33  | 7 | 21 |  |     |     |    |    |
| Mathieu Martinez                                | 44 | 40  | 43  | 46 |     |     |    |    |    |    |    |    |    |    |  |     |   | 20 |  | 18  | 27  | 9  | 19 |
| Ludovic Roux                                    | 28 | Ab. | 29  | 42 |     |     |    |    |    |    |    |    | 5  | 16 |  | Ab. | 7 | 36 |  |     |     |    |    |
| La légende du tableau figure au bas de la page. |    |     |     |    |     |     |    |    |    |    |    |    |    |    |  |     |   |    |  |     |     |    |    |

À Rovaniemi, en Finlande, Maxime Boillot, François Braud, Maxime Laheurte & Jason Lamy-Chappuis sont vice-champions du monde juniors par équipes.
En mars, Jason Lamy-Chappuis remporte deux courses FIS à Pragelato (Italie).
En Coupe du monde B :
- Kevin Arnould, 5 participations, dont une victoire (Baiersbronn, le 23 janvier), une deuxième place et une troisième place ;
- Nicolas Bal, cinq participations dont deux deuxièmes places ;
- Maxime Boillot[G 13], deux participations, meilleur résultat 22e ;
- François Braud, quatorze participations, meilleur résultat 6e ;
- Jonathan Felisaz, deux participations, meilleur résultat 30e ;
- Sébastien Lacroix, quatorze participations, dont une victoire par équipes, avec Ludovic Roux et Mathieu Martinez (Val di Fiemme, le 13 janvier), une deuxième place et une troisième place ;
- Maxime Laheurte, 9 participations, meilleur résultat individuel 9e et une sixième place par équipes, avec François Braud et l'américain Jed Hinkley, à Val di Fiemme le 13 janvier ;
- Mathieu Martinez, 9 participations, dont quatre victoires, l'une par équipes, à Val di Fiemme, le 13 janvier, avec Sébastien Lacroix et Ludovic Roux, ainsi que trois victoires individuelles :
  - Liberec le 26 janvier,
  - Klingenthal les 29 & 30 du même mois ;
- Florian Pinel[G 15], quatre participations, meilleur résultat 35e ;
- Ludovic Roux, 13 participations dont une victoire par équipes, avec Sébastien Lacroix et Mathieu Martinez, à Val di Fiemme, le 13 janvier, et une troisième place.

Maxime Laheurte remporte le classement général de la Coupe OPA.
David Viry et Wilfried Cailleau disputent leurs premières épreuves internationales.

## Saison 2005 - 2006
Premiers podiums (deux troisièmes places, puis une deuxième place, toutes en épreuves individuelles) puis première épreuve victorieuse en Coupe du monde pour Jason Lamy-Chappuis (un sprint, à Sapporo, le 19 mars). En Coupe du monde, c'est une année de transition. Deux coureurs y participent pour la première fois : François Braud & Maxime Laheurte.
| Coureurs                                        | 1  | 2  | 3  | 4  | 5  | 6  | 7  | 8  | 9  | 10 | 11 | 12 | 13 | 14 | 15 |  | NH | T | S  |  | 16 | 17 | 18 | 19 | 20 | 21 |
| ----------------------------------------------- | -- | -- | -- | -- | -- | -- | -- | -- | -- | -- | -- | -- | -- | -- | -- |  | -- | - | -- |  | -- | -- | -- | -- | -- | -- |
| Kevin Arnould                                   | 43 |    | 38 | 43 | 24 |    |    |    |    |    |    |    |    |    |    |  |    |   |    |  |    |    |    |    |    |    |
| Nicolas Bal                                     | 37 | 37 | 28 | 36 | 30 | 36 |    |    |    |    |    |    |    | 25 | 17 |  | 31 | 5 | 27 |  |    |    |    |    |    |    |
| François Braud                                  | 44 | 43 | 41 | 41 | 31 | 16 | 40 | 30 | 35 |    |    | 23 | 15 | 30 |    |  | 42 | 5 |    |  | 19 | 26 | 16 | 40 | 18 | 19 |
| Sébastien Lacroix                               |    |    |    |    |    |    | 42 |    | 31 | 24 | 29 | 24 | 22 | 31 | 18 |  |    |   |    |  |    |    |    |    |    |    |
| Maxime Laheurte                                 | 31 | 34 | 42 | 42 | 19 | 18 | 38 | 34 | 24 |    |    | 30 | 21 |    |    |  |    |   |    |  |    |    |    |    |    |    |
| Jason Lamy-Chappuis                             | 4  | 15 | 13 | 12 | 13 | 3  | 12 | 14 |    | 5  | 10 | 3  | 8  |    |    |  | 11 | 5 | 4  |  | 8  | 4  | 2  | 5  | 8  | 1  |
| Mathieu Martinez                                | 28 | 40 | 36 | 35 | 29 | 33 |    |    |    |    |    |    |    |    |    |  |    |   |    |  |    |    |    |    |    |    |
| Ludovic Roux                                    |    |    |    |    |    |    |    |    |    |    |    |    |    |    |    |  | 26 | 5 |    |  |    |    |    |    |    |    |
| La légende du tableau figure au bas de la page. |    |    |    |    |    |    |    |    |    |    |    |    |    |    |    |  |    |   |    |  |    |    |    |    |    |    |

François Braud, champion du monde junior à Kranj, en Slovénie.
Débuts internationaux de Jean-Louis Arnould, Samuel Guy et Geoffrey Lafarge.
Dernière saison de Kevin Arnould et de Ludovic Roux.

## Saison 2006 - 2007
François Braud, Maxime Laheurte & Jason Lamy-Chappuis disputent toute la saison de Coupe du monde ainsi que les Championnats du monde, qui se déroulent à Sapporo, au Japon.
Ces trois coureurs furent accompagnés en début de saison par Sébastien Lacroix, ensuite par les expérimentés Nicolas Bal et Mathieu Martinez, ce dernier disputant également les Championnats du monde.
Jason Lamy-Chappuis remporte la Coupe du monde de sprint, qui fait partie de la Coupe du monde ; il termine deuxième du classement général de cette dernière, derrière le grand champion finlandais Hannu Manninen, qui la remporte pour la quatrième fois consécutive, ce qui était un record.
Lamy-Chappuis aura remporté deux épreuves de cette Coupe du monde, à savoir la première et la dernière ; il se classe deux fois deuxième et deux fois troisième.
En début de saison, Maxime Laheurte monte également sur le podium de deux épreuves dont il termine troisième.
| Coureurs                                        | 1  | 2  | 3  | 4  | 5  | 6  | 7  | 8  | 9  | 10 | 11 | 12 | 13 |  | S  | T | NH |  | 14 | 15 | 16 |
| ----------------------------------------------- | -- | -- | -- | -- | -- | -- | -- | -- | -- | -- | -- | -- | -- |  | -- | - | -- |  | -- | -- | -- |
| Nicolas Bal                                     |    |    |    |    |    | 27 | 17 |    | 31 | 7  | 13 | 29 | 32 |  |    |   |    |  |    | 39 | 30 |
| François Braud                                  | 21 | 15 | 36 | 35 | 39 | 23 | 17 |    | 19 | 5  | 17 | 32 | 27 |  | 20 | 6 | 30 |  |    | 31 | 12 |
| Sébastien Lacroix                               |    |    | 38 | 25 | 33 |    |    |    |    |    |    |    |    |  |    |   |    |  |    |    |    |
| Maxime Laheurte                                 | 19 | 6  | 3  | 3  | 7  | 18 | 4  |    | 47 | 5  |    | 22 | 26 |  | 10 | 6 | 19 |  | 23 |    | 40 |
| Jason Lamy-Chappuis                             | 1  | 4  | 5  | 42 | 2  | 22 | 4  | 11 | 3  | 5  | 2  | 9  | 5  |  | 7  | 6 | 15 |  | 17 | 3  | 1  |
| Mathieu Martinez                                |    |    |    |    |    |    | 11 |    | 24 | 5  | 28 | 18 | 19 |  | 22 | 6 | 28 |  |    | 36 | 38 |
| La légende du tableau figure au bas de la page. |    |    |    |    |    |    |    |    |    |    |    |    |    |  |    |   |    |  |    |    |    |

Nicolas Martin, Wilfried Cailleau, Samuel Guy et David Viry participent aux Championnats du monde junior. Leurs meilleurs résultats individuels sont deux sixièmes places pour Nicolas Martin ainsi qu'une cinquième place par équipes.
En Coupe du monde B :
- Gautier Airiau[G 20], une participation ;
- Jean-Louis Arnould[G 18], quatre participations ;
- Nicolas Bal, six participations, trois podiums (deux 2e places et une 3e place) ;
- Wilfried Cailleau[G 17], quatre participations ;
- Mickael Chapuis[G 21], quatre participations ;
- Jonathan Felisaz participe à la totalité des épreuves (une 3e place, trois 4e places) ;
- Samuel Guy[G 19], trois participations ;
- Sébastien Lacroix dispute onze épreuves et monte trois fois sur le podium (une deuxième place, deux troisièmes) ;
- Geoffrey Lafarge, quatre participations ;
- Nicolas Martin, quatre participations ;
- Mathieu Martinez, six participations, un podium (une 3e place), jamais moins bien classé que 8e ;
- Florian Pinel[G 15], six participations.

Premières épreuves internationales pour Gautier Airiau.
Ce fut la dernière saison de Nicolas Bal.

## Saison 2007 - 2008
En tout début de saison, après être arrivé trois fois de suite en deuxième position lors des précédentes épreuves, Jason Lamy-Chappuis remporte la dernière épreuve du Grand Prix d'été ; c'est la première victoire française de l'histoire de cette compétition.
En Coupe du monde, François Braud & Jason Lamy-Chappuis disputent la totalité de la saison, accompagnés par Maxime Laheurte pour la plupart du temps : un trio s'est formé.
Trois coureurs disputent chacun quelques courses : Jonathan Felisaz, Sébastien Lacroix et Mathieu Martinez. La saison ne comporte ni Jeux olympiques ni Championnat du monde,
et pas plus d'épreuves par équipes. Jason Lamy-Chappuis remporte deux victoires, auxquelles s'ajoutent deux podiums, des deuxièmes places en l'occurrence.
| Coureurs                                        | 1  | 2  | 3  | 4  | 5  | 6  | 7  | 8  | 9  | 10 | 11 | 12 | 13 | 14 | 15 | 16 | 17 | 18 | 19 | 20 |
| ----------------------------------------------- | -- | -- | -- | -- | -- | -- | -- | -- | -- | -- | -- | -- | -- | -- | -- | -- | -- | -- | -- | -- |
| François Braud                                  | 32 | 18 | 27 | 31 | 18 | 30 | 28 |    | 28 | 30 | 15 | 18 |    | 35 | 33 | 19 | 22 | 14 | 8  | 29 |
| Jonathan Felisaz                                | 35 | 39 |    | 41 | 28 | 29 |    |    |    |    |    |    |    |    |    |    |    |    |    |    |
| Sébastien Lacroix                               |    | 36 |    |    |    |    |    |    |    |    |    |    |    |    |    | 41 | 20 | 26 |    | 9  |
| Maxime Laheurte                                 | 34 | 42 | 32 |    |    |    |    | 30 | 35 | 32 | 35 | 27 | 26 | 29 | 32 | 34 | 26 | 31 | 28 | 33 |
| Jason Lamy-Chappuis                             | 10 | 9  | 12 | 2  | 5  | 9  | 23 | 1  | 6  | 5  | 2  | 8  | 8  | 5  | 1  | 16 | 34 | 10 | 18 | 22 |
| Mathieu Martinez                                |    | 37 |    |    |    |    |    |    |    |    |    |    |    |    |    | 26 | 29 |    |    |    |
| La légende du tableau figure au bas de la page. |    |    |    |    |    |    |    |    |    |    |    |    |    |    |    |    |    |    |    |    |

En Championnat du monde junior, la France est représentée par Wilfried Cailleau, Samuel Guy, Geoffrey Lafarge, Nicolas Martin & David Viry.
Les meilleurs résultats en épreuves individuelles sont pour Nicolas Martin, avec une seizième et une onzième place. Lors de l'épreuve par équipes la France arrive septième.
En Coupe du monde B :
- Wilfried Cailleau[G 17], 8 épreuves, avec pour meilleur résultat une quatrième place, au sprint ;
- Jonathan Felisaz, 14 épreuves, deux deuxièmes places, l'une en individuel, l'autre par équipes ;
- Samuel Guy[G 19], six participations ;
- Sébastien Lacroix participe à 8 épreuves (meilleur résultat : une deuxième place à Chaux-Neuve) ;
- Geoffrey Lafarge, huit participations ;
- Maxime Laheurte, 3 participations ;
- Nicolas Martin, quinze départs, deux deuxièmes places, la première par équipes et la seconde au sprint ;
- Mathieu Martinez participe à 8 épreuves (meilleur résultat : une troisième place à Chaux-Neuve) ;
- Florian Pinel[G 15], sept participations ;
- David Viry[G 16], huit participations.

Le 1er mars, Théo Hannon  participe à sa première course internationale à Chaux-Neuve.
Ce fut la dernière saison de Mathieu Martinez.

## Saison 2008 - 2009
Une équipe est constituée : François Braud, Jonathan Felisaz, Sébastien Lacroix, Maxime Laheurte et Jason Lamy-Chappuis la composent. Pas de victoires mais pour ce dernier, cinq podiums en Coupe du monde et deux troisièmes places aux Championnats du monde de Liberec.
| Coureurs                                        | 1  | 2  | 3  | 4  | 7   | 8  | 9  | 10  | 11 | 12 | 13 | 14 | 15 | 16 | 17 | 18  | 19 | 20 | 21 | 22 |  | MS | NH | T | LH |  | 23  | 24 | 25 | 26 |
| ----------------------------------------------- | -- | -- | -- | -- | --- | -- | -- | --- | -- | -- | -- | -- | -- | -- | -- | --- | -- | -- | -- | -- |  | -- | -- | - | -- |  | --- | -- | -- | -- |
| François Braud                                  | 13 | 38 | 7  | 22 |     | 21 | 11 | 15  | 5  | 20 | 11 | 6  | 17 | 19 | 29 | 29  |    |    | 11 | 12 |  | 10 | 12 | 4 | 14 |  | 29  | 25 | 6  | 6  |
| Jonathan Felisaz                                | 50 | 26 | 45 | 42 | 26  | 24 | 41 | Ab. | 5  | 26 | 20 | 31 | 33 | 27 | 13 | 14  |    |    | 47 | 30 |  | 32 | 40 |   |    |  | 46  | 29 | 43 | 53 |
| Sébastien Lacroix                               | 17 | 16 | 33 | 31 | 10  | 14 | 25 | 34  | 5  | 15 | 10 | 7  | 14 | 9  | 17 | 19  |    |    | 30 | 24 |  | 34 | 27 | 4 |    |  | Ab. |    | 37 | 37 |
| Maxime Laheurte                                 | 37 | 47 | 38 | 44 | 37  | 31 | 43 | 18  |    | 31 | 31 | 22 |    |    | 23 | 26  |    |    | 29 | 16 |  |    |    | 4 | 35 |  | 31  | 16 | 29 | 33 |
| Jason Lamy-Chappuis                             | 24 | 7  | 2  | 3  | Ab. | 3  | 4  | 3   | 5  |    |    |    | 7  | 6  | 8  | 4   |    |    | 13 | 2  |  | 3  | 23 | 4 | 3  |  | 3   | 6  | 5  | 4  |
|                                                 |    |    |    |    |     |    |    |     |    |    |    |    |    |    |    |     |    |    |    |    |  |    |    |   |    |  |     |    |    |    |
|                                                 |    |    |    |    |     |    |    |     |    |    |    |    |    |    |    |     |    |    |    |    |  |    |    |   |    |  |     |    |    |    |
| Wilfried Cailleau                               |    |    |    |    |     |    |    |     |    |    |    |    |    |    | 38 | 37  |    |    |    |    |  |    |    |   |    |  |     |    |    |    |
| Samuel Guy                                      |    |    |    |    |     |    |    |     |    |    |    |    |    |    | 42 | 40  |    |    |    |    |  |    |    |   |    |  |     |    |    |    |
| Geoffrey Lafarge                                |    |    |    |    |     |    |    |     |    |    |    |    |    |    |    | Ab. |    |    |    |    |  |    |    |   |    |  |     |    |    |    |
| Nicolas Martin                                  |    |    |    |    |     |    |    |     |    |    |    |    |    |    | 41 |     |    |    |    |    |  |    |    |   |    |  |     |    |    |    |
| Florian Pinel                                   |    |    |    |    |     |    |    |     |    |    |    |    |    |    | 33 | 25  | 20 | 30 |    |    |  |    |    |   |    |  |     |    |    |    |
| La légende du tableau figure au bas de la page. |    |    |    |    |     |    |    |     |    |    |    |    |    |    |    |     |    |    |    |    |  |    |    |   |    |  |     |    |    |    |

Geoffrey Lafarge, Wilfried Cailleau, Samuel Guy et Nicolas Martin, vice-champions du monde junior par équipes à Štrbské Pleso, en Slovaquie.
En Coupe continentale (nouvelle dénomination de la Coupe du monde B) :
- Samuel Guy[G 19], 14 participations, meilleur résultat 5e ;
- Geoffrey Lafarge, 11 participations, meilleur résultat 8e ;
- Maxime Laheurte, 2 participations, meilleur résultat 12e ;
- Nicolas Martin, 13 participations, meilleur résultat 6e ;
- Florian Pinel[G 15], 7 participations, meilleur résultat 17e ;
- David Viry[G 16], 3 participations, meilleur résultat 29e.

En Coupe OPA, participations de Gautier Airiau, de Jean-Louis Arnould, de Wilfried Cailleau, de Théo Hannon, de Romain Jacquier, de Geoffrey Lafarge, de Paul Lejeune, de David Viry ; une victoire pour Nicolas Martin et une autre pour Samuel Guy, lors de la dernière course de la saison, le 9 mars à Winterberg, qui donna lieu à un quadruplé français, Geoffrey Lafarge s'étant classé deuxième, Nicolas Martin troisième et Wilfried Cailleau quatrième !

## Saison 2009 - 2010
Jason Lamy-Chappuis remporte sa première Coupe du monde et devient Champion olympique à Vancouver, au Canada.
L'équipe de France, dont la composition n'a pas varié depuis la saison précédente, grimpe sur le podium de la Coupe du monde pour une épreuve par équipes.
| Coureurs                                        | 1  | 2  | 3  | 4   | 5  | 6   | 7   | 8  | 9  | 10 | 11   | 12   | 13 | 14 | 15 | 16 | 17 |  | NH | T | LH |  | 18 | 19 | 20 | 21 |
| ----------------------------------------------- | -- | -- | -- | --- | -- | --- | --- | -- | -- | -- | ---- | ---- | -- | -- | -- | -- | -- |  | -- | - | -- |  | -- | -- | -- | -- |
| François Braud                                  | 15 | 18 | 31 | 7   | 36 | Ab. | 54  | 30 | 23 | 17 | 37   | 27   | 31 |    |    |    |    |  | 34 | 4 | 14 |  | 7  | 15 | 4  | 25 |
| Jonathan Felisaz                                | 40 | 31 | 46 | Ab. | 34 | 30  | 40  | 34 | 33 | 37 | 24   | 22   | 12 | 25 | 2  |    |    |  | 30 |   |    |  |    |    |    | 54 |
| Sébastien Lacroix                               | 17 | 29 | 22 | 27  | 39 | 26  | Ab. | 26 | 20 | 34 | 27   | 17   | 17 | 12 | 2  |    |    |  | 19 | 4 | 19 |  | 11 | 21 | 4  | 15 |
| Maxime Laheurte                                 | 30 | 35 | 36 | 30  | 31 | Ab. | 28  | 40 |    |    |      | 41   | 47 | 32 | 2  |    |    |  |    | 4 | 38 |  | 47 | 38 |    |    |
| Jason Lamy-Chappuis                             | 1  | 5  | 1  | 3   | 1  | 1   | 8   | 3  | 4  | 10 | 7    | 2    | 2  | 1  | 2  |    |    |  | 1  | 4 | 18 |  | 10 | 3  | 4  | 1  |
|                                                 |    |    |    |     |    |     |     |    |    |    |      |      |    |    |    |    |    |  |    |   |    |  |    |    |    |    |
|                                                 |    |    |    |     |    |     |     |    |    |    |      |      |    |    |    |    |    |  |    |   |    |  |    |    |    |    |
| Wilfried Cailleau                               |    |    |    |     |    |     |     |    |    |    |      | 43   | 53 |    |    | 34 | 32 |  |    |   |    |  |    |    |    |    |
| Samuel Guy                                      |    |    |    |     |    |     |     |    |    |    |      | 47   | 44 |    |    |    |    |  |    |   |    |  |    |    |    |    |
| Nicolas Martin                                  |    |    |    |     |    |     |     |    | 34 | 39 | Dsq. | 51   | 50 |    |    | 36 | 36 |  |    |   |    |  | 28 | 33 | 4  | 50 |
| Florian Pinel                                   |    |    |    |     |    |     |     |    |    |    |      | Dsq. | 41 |    |    | 33 | 28 |  |    |   |    |  |    |    |    |    |
| David Viry                                      |    |    |    |     |    |     |     |    |    |    |      |      |    |    |    | 41 | 45 |  |    |   |    |  |    |    |    |    |
| La légende du tableau figure au bas de la page. |    |    |    |     |    |     |     |    |    |    |      |      |    |    |    |    |    |  |    |   |    |  |    |    |    |    |

Gautier Airiau, Jean-Louis Arnould, Samuel Guy et Romain Jacquier représentent la France aux Championnats du monde junior.
Ils décrochent une 11e place par équipes ; en individuel, les meilleures places sont pour Samuel Guy, 17e au gundersen et 9e au sprint.
En Coupe continentale :
- Gautier Airiau[G 20], 4 départs, meilleur résultat 32e ;
- Wilfried Cailleau[G 17], 16 départs, meilleur résultat 6e ;
- Jonathan Felisaz, deux participations en fin de saison, une quatrième place ;
- Samuel Guy[G 19], 10 départs, meilleur résultat 17e ;
- Nicolas Martin, 12 départs, trois 2e places, une 3e ;
- Florian Pinel[G 15], 12 départs, meilleur résultat 3e ;
- David Viry[G 16], 8 départs, meilleur résultat 9e.

Deux victoires de Samuel Guy en Coupe OPA.
Ce fut la dernière saison de Jean-Louis Arnould et de David Viry.

## Saison 2010 - 2011
Jason Lamy-Chappuis est Champion du monde sur grand tremplin et remporte sa deuxième victoire consécutive en Coupe du monde, avec quatre victoires et plusieurs podiums.
Comme l'année précédente, l'équipe de France grimpe sur le podium de la Coupe du monde pour une épreuve par équipes ; mais échoue au pied de celui-ci pour les Championnats du monde.
Elle est recentrée autour de François Braud, Sébastien Lacroix, Maxime Laheurte & Jason Lamy-Chappuis.
Jonathan Felisaz ne prend part qu'à sept des épreuves de Coupe du monde.
| Coureurs                                        | 1  | 2  | 3  | 4  | 5  | 6  | 7  | 9 | 10 | 11 | 12 | 13  |  | NH | T NH | LH | T LH |  | 14 | 15 |
| ----------------------------------------------- | -- | -- | -- | -- | -- | -- | -- | - | -- | -- | -- | --- |  | -- | ---- | -- | ---- |  | -- | -- |
| François Braud                                  | 10 | 16 | 20 | 28 | 43 | 20 | 27 | 3 | 7  | 21 | 16 | 13  |  | 20 | 5    | 9  | 4    |  | 14 | 11 |
| Sébastien Lacroix                               | 12 | 14 | 14 | 16 | 24 | 26 | 14 | 3 | 11 | 8  | 6  | 9   |  | 30 | 5    | 23 | 4    |  | 27 | 18 |
| Maxime Laheurte                                 | 17 | 19 | 31 |    | 46 | 22 | 38 | 3 | 15 | 17 | 29 | 28  |  | 16 | 5    | 21 | 4    |  | 22 | 14 |
| Jason Lamy-Chappuis                             | 1  | 3  | 2  | 1  | 5  | 4  | 11 | 3 | 1  | 2  | 4  | 1   |  | 15 | 5    | 1  | 4    |  | 3  | 5  |
|                                                 |    |    |    |    |    |    |    |   |    |    |    |     |  |    |      |    |      |  |    |    |
|                                                 |    |    |    |    |    |    |    |   |    |    |    |     |  |    |      |    |      |  |    |    |
| Gautier Airiau                                  |    |    |    |    |    |    |    |   |    |    | 49 |     |  |    |      |    |      |  |    |    |
| Wilfried Cailleau                               |    |    |    |    |    |    |    |   |    |    |    | 48  |  |    |      |    |      |  |    |    |
| Jonathan Felisaz                                |    |    | 54 | 54 | 34 | 53 | 36 |   |    |    | 46 | 45  |  |    |      |    |      |  |    |    |
| Samuel Guy                                      |    |    |    |    |    |    |    |   |    |    | 42 | 40  |  |    |      |    |      |  |    |    |
| Geoffrey Lafarge                                |    |    |    |    |    |    |    |   | 50 | 46 | 50 | Ab. |  |    |      |    |      |  |    |    |
| Nicolas Martin                                  |    |    |    |    |    |    |    |   |    |    | 48 | 43  |  |    |      |    |      |  |    |    |
| La légende du tableau figure au bas de la page. |    |    |    |    |    |    |    |   |    |    |    |     |  |    |      |    |      |  |    |    |

En Coupe continentale :
- Gautier Airiau[G 20], 2 départs, meilleur résultat 29e ;
- Wilfried Cailleau[G 17], 14 départs, une 2e place ;
- Jonathan Felisaz, 5 départs, meilleur résultat 6e ;
- Samuel Guy[G 19], 17 départs, meilleur résultat 3e ;
- Geoffrey Lafarge, 14 départs, une victoire, deux 3e places ;
- Nicolas Martin, 14 départs, meilleur résultat 14e.

Gautier Airiau, Hugo Buffard, Théo Hannon et Romain Jacquier disputent le Championnat du monde juniors à Otepää, en Estonie.
Leurs meilleures performances sont une 24e place de Gautier Airiau lors du sprint et une 17e place de Romain Jacquier au gundersen sur 10 kilomètres.
C'est la dernière saison de Jonathan Felisaz.

## Saison 2011 - 2012
Jason Lamy-Chappuis remporte la Coupe du monde pour la troisième fois consécutive.
Il y remporte :
- cinq victoires dans des épreuves individuelles,
- et une lors d'un sprint par équipes disputé avec Sébastien Lacroix,

et se classe deuxième d'épreuves individuelles à six reprises — ainsi qu'une fois lors d'un sprint par équipes.
| Coureurs                                        | 1  | 2  | 3  | 4  | 5  | 6  | 7  | 8   | 9  | 10 | 11 | 12 | 13 | 14 | 15   | 16 | 17 | 18 | 19 | 20 | 21 | 22 | 23  | 24 | 25 | 26 |
| ----------------------------------------------- | -- | -- | -- | -- | -- | -- | -- | --- | -- | -- | -- | -- | -- | -- | ---- | -- | -- | -- | -- | -- | -- | -- | --- | -- | -- | -- |
| François Braud                                  | 35 | 8  | 33 | 31 | 19 | 34 | 10 | 17  | 9  | 4  | 18 | 21 | 33 |    | Dsq. | 3  | 22 | 15 | 13 | 20 | 4  | 17 | 11  | 11 | 20 | 27 |
| Sébastien Lacroix                               | 9  | 16 | 15 | 7  | 26 | 30 | 1  | Ab. | 10 | 4  | 17 | 6  | 20 | 4  |      | 3  | 10 | 10 | 10 | 27 | 27 | 10 | Ab. | 16 | 21 | 12 |
| Maxime Laheurte                                 | 24 | 10 | 24 | 20 | 14 | 24 | 10 | 12  | 11 | 4  | 20 | 17 | 29 | 35 | 16   | 2  | 21 | 5  | 11 | 15 |    | 15 |     | 22 | 34 | 14 |
| Jason Lamy-Chappuis                             | 16 | 9  | 4  | 2  | 2  | 1  | 1  | 1   | 1  | 4  | 7  | 2  | 2  | 25 | 1    | 2  | 8  | 4  | 5  | 2  | 1  | 21 | 2   | 18 | 23 | 8  |
|                                                 |    |    |    |    |    |    |    |     |    |    |    |    |    |    |      |    |    |    |    |    |    |    |     |    |    |    |
|                                                 |    |    |    |    |    |    |    |     |    |    |    |    |    |    |      |    |    |    |    |    |    |    |     |    |    |    |
| Gautier Airiau                                  |    |    |    |    |    |    |    |     |    |    |    | 50 | 42 | 43 |      |    |    |    |    |    |    |    |     |    |    |    |
| Wilfried Cailleau                               | 32 | 39 |    |    | 47 | 45 |    | 48  | 40 |    |    |    |    |    |      |    |    |    |    |    |    |    |     |    |    |    |
| Geoffrey Lafarge                                |    |    |    |    |    |    |    |     |    |    |    | 43 | 45 | 41 |      |    |    |    |    |    |    |    |     |    |    |    |
| Nicolas Martin                                  |    |    |    |    |    |    |    |     |    |    |    |    |    |    | 42   |    | 52 |    |    |    |    |    |     |    |    |    |
| La légende du tableau figure au bas de la page. |    |    |    |    |    |    |    |     |    |    |    |    |    |    |      |    |    |    |    |    |    |    |     |    |    |    |

Avec deux victoires, une deuxième place et deux troisièmes places en épreuves individuelles, Geoffrey Lafarge manque de peu de remporter la Coupe continentale. À la fin de la dernière épreuve, il termine 2e du classement général avec un solde de 619 points, soient seulement 15 de retard sur le vainqueur, le Slovène Marjan Jelenko.
Par ailleurs, l'équipe de France, composée de Nicolas Martin, Wilfried Cailleau, Samuel Guy et Geoffrey Lafarge, remporte le 18 février, à Kranj, une épreuve par équipes de la Coupe continentale.
En Coupe continentale avaient couru lors de cette saison :
- Gautier Airiau[G 20], 10 départs, meilleur résultat individuel 16e, par équipes 9e ;
- Wilfried Cailleau[G 17], 13 départs, meilleur résultat individuel 4e, 1 victoire par équipes ;
- Samuel Guy[G 19], 18 départs, meilleur résultat individuel 3e, 1 victoire par équipes ;
- Romain Jacquier[G 23], 2 départs, meilleur résultat 46e ;
- Geoffrey Lafarge, 18 départs, 2 victoires en épreuves individuelles ainsi qu'une 2e place et deux 3e places ; par équipes, une victoire ainsi que deux podiums en sprint ;
- Nicolas Martin, 16 départs, meilleur résultat individuel 2e, 1 victoire par équipes.

Hugo Buffard, Nicolas Didier, Théo Hannon et Thomas Strappazzon participent au Championnat du monde junior. Les meilleurs résultats sont pour Hugo Buffard, 11e et 20e des épreuves individuelles. Les quatre coureurs terminent dixièmes de l'épreuve par équipes.

## Saison 2012 - 2013
- Jason Lamy-Chappuis, champion du monde sur tremplin normal à Val di Fiemme ;
- François Braud, Sébastien Lacroix, Maxime Laheurte & Jason Lamy-Chappuis, champions du monde par équipes ;
- Jason Lamy-Chappuis, médaille de bronze sur grand tremplin aux mêmes Championnats du monde ;
- Sébastien Lacroix & Jason Lamy-Chappuis, champions du monde du sprint par équipes ;
- trois victoires en Coupe du monde pour Jason Lamy-Chappuis, qui termine deuxième du classement général de la compétition.

| Coureurs                                        | 1  | 2  | 3    | 4  | 5  | 6  | 7 | 8  | 9  | 10 | 11 | 12  | 13 | 14 | 15 | 16 | 17 | 18 |  | NH | T | LH | TS |  | 19 | 20 | 21 | 22 |
| ----------------------------------------------- | -- | -- | ---- | -- | -- | -- | - | -- | -- | -- | -- | --- | -- | -- | -- | -- | -- | -- |  | -- | - | -- | -- |  | -- | -- | -- | -- |
| François Braud                                  | 7  | 11 | Dsq. | 11 | 18 | 13 | 5 | 17 | 32 | 9  | 18 | Ab. | 13 | 19 | 13 | 2  |    |    |  | 36 | 1 | 19 |    |  | 13 |    | 19 | 10 |
| Sébastien Lacroix                               | 6  | 9  | 3    | 3  | 34 | 5  | 5 | 6  | 13 | 3  | 10 | 13  | 19 | 7  | 30 | 2  |    |    |  | 11 | 1 | 7  | 1  |  | 29 | 9  | 6  | 8  |
| Maxime Laheurte                                 | 18 | 18 | 13   | 11 |    | 16 | 5 | 25 | 24 | 9  | 33 | 25  | 28 | 17 | 10 | 2  |    |    |  | 15 | 1 | 25 |    |  | 24 | 9  |    | 24 |
| Jason Lamy-Chappuis                             | 2  | 4  | 1    | 3  | 5  | 2  | 5 | 1  | 6  | 3  | 15 | 15  | 5  | 5  | 7  | 2  |    |    |  | 1  | 1 | 3  | 1  |  | 16 |    | 4  | 1  |
|                                                 |    |    |      |    |    |    |   |    |    |    |    |     |    |    |    |    |    |    |  |    |   |    |    |  |    |    |    |    |
|                                                 |    |    |      |    |    |    |   |    |    |    |    |     |    |    |    |    |    |    |  |    |   |    |    |  |    |    |    |    |
| Gautier Airiau                                  |    |    |      |    |    |    |   |    | 46 |    |    |     |    |    |    |    |    |    |  |    |   |    |    |  |    |    |    |    |
| Samuel Guy                                      |    |    |      |    |    |    |   |    |    |    |    |     |    |    |    |    | 34 | 31 |  |    |   |    |    |  |    |    |    |    |
| Théo Hannon                                     |    |    |      |    |    |    |   |    |    |    |    |     |    |    |    |    |    |    |  |    |   |    |    |  |    |    | 39 |    |
| Geoffrey Lafarge                                |    |    |      |    | 26 |    |   |    |    |    |    |     | 38 |    | 32 |    | 26 | 20 |  |    |   | 28 |    |  |    |    |    |    |
| Nicolas Martin                                  |    |    |      |    |    |    |   |    |    |    |    |     |    |    |    |    | 30 | 36 |  |    |   |    |    |  |    |    |    |    |
| La légende du tableau figure au bas de la page. |    |    |      |    |    |    |   |    |    |    |    |     |    |    |    |    |    |    |  |    |   |    |    |  |    |    |    |    |

En Coupe continentale avaient couru lors de cette saison :
- Gautier Airiau[G 20], 13 départs, meilleur résultat 12e ;
- Hugo Buffard, 9 départs, meilleur résultat 21e ;
- Wilfried Cailleau[G 17], 18 départs, meilleur résultat individuel 3e ;
- Samuel Guy[G 19], 18 départs, meilleur résultat individuel 3e, 1 victoire en sprint par équipes ;
- Théo Hannon[G 22], 4 départs, meilleur résultat 8e ;
- Geoffrey Lafarge, 12 départs, 2 victoires ;
- Nicolas Martin, 16 départs, meilleur résultat individuel 3e, à deux reprises.

Théo Hannon est vice-champion du monde junior en sprint à Liberec.
En Coupe OPA ont participé Tom Balland, Tanguy Bosmorin, Hugo Buffard, Nicolas Didier, Antoine Gérard, Théo Hannon, Victor Kiffer, Laurent Muhlethaler, Brice Ottonello, Thomas Strappazon & Mickaël Tan Bouquet.
Ce fut la dernière saison de Gautier Airiau.

## Saison 2013 - 2014
En Coupe du monde :
- François Braud, deux troisièmes places en individuel et une deuxième place par équipes ;
- Sébastien Lacroix, une troisième place en individuel et la même deuxième place par équipes ;
- Maxime Laheurte, ladite deuxième place par équipes ;
- Jason Lamy-Chappuis, deux victoires et une deuxième place par équipes ; cinquième du classement général de la compétition.

| Coureurs                                        | 1  | 2 | 3  | 4  | 5  | 6  | 7   | 8    | 9   | 10 | 11 | 12 | 13 | 14 | 15 | 16 | 17 |  | NH | LH | T |  | 18 | 19 | 20  | 21 | 22 |
| ----------------------------------------------- | -- | - | -- | -- | -- | -- | --- | ---- | --- | -- | -- | -- | -- | -- | -- | -- | -- |  | -- | -- | - |  | -- | -- | --- | -- | -- |
| François Braud                                  | 14 | 4 | 6  | 16 | 11 | 37 | 31  | 33   |     |    | 41 | 10 | 26 | 35 |    | 2  | 15 |  | 20 | 13 | 4 |  | 11 | 3  | 7   | 3  | 6  |
| Sébastien Lacroix                               | 16 | 4 | 29 | 14 | 13 |    | 25  | 19   |     |    | 19 | 5  | 23 | 29 | 29 | 2  | 26 |  | 28 | 21 | 4 |  | 25 | 3  | Ab. | 24 |    |
| Maxime Laheurte                                 |    | 4 | 51 | 22 | 13 | 25 | 24  | Dsq. |     |    | 34 | 10 | 27 | 30 | 30 | 2  | 25 |  | 17 | 27 | 4 |  | 32 |    | 27  | 15 | 18 |
| Jason Lamy-Chappuis                             | 5  | 4 | 1  | 6  | 11 | 22 | 14  | 1    |     |    | 7  | 5  | 9  | 5  | 9  | 2  | 16 |  | 35 | 7  | 4 |  |    |    | 14  | 27 | 5  |
|                                                 |    |   |    |    |    |    |     |      |     |    |    |    |    |    |    |    |    |  |    |    |   |  |    |    |     |    |    |
|                                                 |    |   |    |    |    |    |     |      |     |    |    |    |    |    |    |    |    |  |    |    |   |  |    |    |     |    |    |
| Hugo Buffard                                    |    |   |    |    |    |    |     |      | 13  | 9  |    |    | 55 |    |    |    |    |  |    |    |   |  |    | 20 |     |    | 33 |
| Samuel Guy                                      |    |   |    |    |    |    |     |      | 23  | 27 |    |    |    |    |    |    |    |  |    |    |   |  |    |    |     |    |    |
| Théo Hannon                                     | 24 |   | 56 |    |    | 40 | Ab. |      | Ab. |    |    |    | 53 |    |    |    | 45 |  |    |    |   |  |    |    |     |    |    |
| Nicolas Martin                                  |    |   |    |    |    |    |     |      | 30  | 13 |    |    |    |    |    |    |    |  |    |    |   |  |    | 20 |     |    |    |
| La légende du tableau figure au bas de la page. |    |   |    |    |    |    |     |      |     |    |    |    |    |    |    |    |    |  |    |    |   |  |    |    |     |    |    |

À la fin de la saison, Wilfried Cailleau met un terme à sa carrière.

## Saison 2014 - 2015
- François Braud, champion du monde en sprint par équipes à Falun (Suède), vice-champion du monde sur grand tremplin et troisième place par équipes lors de ces mêmes Championnats ; trois troisièmes places par équipes en Coupe du monde ;
- Sébastien Lacroix, troisième place par équipes en Championnat du monde, une deuxième place en sprint par équipes et deux troisièmes places par équipes en Coupe du monde ;
- Maxime Laheurte, troisième place par équipes en Championnat du monde et deux troisièmes places par équipes en Coupe du monde ;
- Jason Lamy-Chappuis, champion du monde en sprint par équipes et troisième place par équipes lors des Championnats du monde ; en Coupe du monde, une victoire et deux troisièmes places en épreuves individuelles ainsi qu'une deuxième place en sprint par équipes et deux troisièmes places par équipes.

| Coureurs                                        | 1  | 2  | 3  | 4  | 5  | 6  | 7  | 8  | 9    | 10  | 11  | 12 | 13 | 14 | 15 | 16 | 17 | 18 |  | NH | T  | LH | TS |  | 19 | 20 | 21 | 22 |  |
| ----------------------------------------------- | -- | -- | -- | -- | -- | -- | -- | -- | ---- | --- | --- | -- | -- | -- | -- | -- | -- | -- |  | -- | -- | -- | -- |  | -- | -- | -- | -- |  |
| François Braud                                  | 10 | 03 | 17 | 17 | 03 | 10 | 03 | 25 |      | 10  | 18  | 10 | 14 |    |    | 17 | 05 | 08 |  | 13 | 03 | 02 | 01 |  | 11 | 04 | 06 | 05 |  |
| Sébastien Lacroix                               | 33 | 10 | 26 | 23 | 03 | 12 | 03 | 20 | 15   |     | 43  | 30 | 27 |    |    | 11 | 05 | 19 |  | 11 | 03 | 8  |    |  | 12 | 02 | 39 | 23 |  |
| Maxime Laheurte                                 | 21 | 10 | 30 | 18 | 03 | 11 | 03 | 35 | 19   | 15  | 26  |    |    |    |    | 30 | 09 | 14 |  | 16 | 03 | 14 |    |  | 19 | 04 | 09 | 06 |  |
| Jason Lamy-Chappuis                             | 18 | 03 | 24 | 03 | 03 | 01 | 03 | 22 | 30   | 04  | Ab. |    |    |    |    |    |    |    |  | 03 | 03 | 06 | 01 |  | 09 | 02 | 33 | 12 |  |
|                                                 |    |    |    |    |    |    |    |    |      |     |     |    |    |    |    |    |    |    |  |    |    |    |    |  |    |    |    |    |  |
|                                                 |    |    |    |    |    |    |    |    |      |     |     |    |    |    |    |    |    |    |  |    |    |    |    |  |    |    |    |    |  |
| Hugo Buffard                                    | 46 |    |    | 36 |    |    |    |    |      |     |     |    |    | 31 | 39 |    |    |    |  |    |    |    |    |  |    |    |    |    |  |
| Antoine Gérard                                  |    |    |    |    |    |    |    |    |      |     |     |    |    |    |    |    |    |    |  | 35 |    |    |    |  |    |    |    |    |  |
| Samuel Guy                                      |    |    |    |    |    |    |    |    | 40   | 39  |     |    |    | 34 | 38 |    |    |    |  |    |    |    |    |  |    |    |    |    |  |
| Théo Hannon                                     |    |    |    |    |    |    |    |    | Dsq. | Ab. |     |    |    |    |    |    |    |    |  |    |    |    |    |  |    |    |    |    |  |
| Geoffrey Lafarge                                |    |    |    |    |    |    |    |    |      | 35  | 48  | 45 | 48 | 26 | 35 | 21 | 09 | 37 |  |    |    |    |    |  |    |    |    |    |  |
| Nicolas Martin                                  | 52 |    |    |    |    |    |    |    | 22   | 36  | 46  | 41 | 46 | 27 | 32 |    |    |    |  |    |    |    |    |  |    |    |    |    |  |
| La légende du tableau figure au bas de la page. |    |    |    |    |    |    |    |    |      |     |     |    |    |    |    |    |    |    |  |    |    |    |    |  |    |    |    |    |  |

En Coupe continentale :
- Tom Balland[G 27], 2 départs, meilleur résultat 24e ;
- Hugo Buffard, 9 départs, meilleur résultat en épreuves individuelles 11e, à deux reprises, et 4e d'un sprint par équipes ;
- Antoine Gérard, 2 départs, meilleur résultat 19e ;
- Samuel Guy[G 19], 6 départs, meilleur résultat individuel 10e, et 10e d'un sprint par équipes ;
- Théo Hannon[G 22], 13 départs, meilleur résultat individuel 12e, et 10e d'un sprint par équipes ;
- Geoffrey Lafarge, 5 départs, meilleur résultat 6e, à deux reprises ;
- Nicolas Martin, 4 départs, meilleur résultat 8e, et 4e d'un sprint par équipes ;
- Laurent Muhlethaler, 4 départs, meilleur résultat 10e ;
- Thomas Strappazzon[G 26], 2 départs, meilleur résultat 34e.

Tom Balland, Nicolas Didier, Antoine Gérard & Laurent Muhlethaler représentent la France lors des Championnats du monde junior et terminent cinquièmes de l'épreuve par équipes ; en épreuves individuelles, les meilleurs résultats sont pour Antoine Gérard, huitième de l'épreuve sur 10 km, et pour Laurent Muhlethaler, douzième de l'épreuve sur 5 km.
Au Festival olympique d'hiver de la jeunesse européenne, ce sont les combinés Yann Laheurte, Brice Ottonello, Théo Rochat et Lilian Vaxelaire qui représentent la France. Ils décrochent la médaille de bronze de l'épreuve par équipes et Théo Rochat obtient la même médaille lors de l'épreuve individuelle sur 5 km.
En Coupe OPA, participations de Tom Balland (12 départs), de Mathias Caudy (2), de Loïc Didier (6), de Nicolas Didier (12), de Joris Fumey (1), d'Antoine Gérard (12 départs dont deux 2e places), de Yann Laheurte (6), de Laurent Muhlethaler(12 départs dont une 2e place et deux 3e places), de Brice Ottonello (2), de Théo Rochat (6), de Mickaël Tan Bouquet (10), de Maël Tyrode (2), d'Edgar Vallet (2) et de Lilian Vaxelaire (6 départs).
À la fin de la saison, Sébastien Lacroix, Jason Lamy-Chappuis et Nicolas Martin annoncent mettre un terme à leurs carrières.

## Saison 2015 - 2016
François Braud et Maxime Laheurte, désormais seuls combinés « élite » français, sont troisièmes d'un sprint par équipes en Coupe du monde, compétition que François Braud termine en quatorzième position du classement général. Plusieurs jeunes coureurs leur sont associés, les principaux d'entre eux étant Laurent Muhlethaler et Antoine Gérard.
| Coureurs                                        | 1  | 2  | 3    | 4  | 5  | 6    | 7    | 8  | 9  | 10 | 11 | 12 | 13 | 14 | 15 | 16 | 17 | 18 | 19 | 20 | 21 | 22 |
| ----------------------------------------------- | -- | -- | ---- | -- | -- | ---- | ---- | -- | -- | -- | -- | -- | -- | -- | -- | -- | -- | -- | -- | -- | -- | -- |
| François Braud                                  | 05 | 17 | 24   | 28 | 21 | 24   | 18   | 13 | 09 | 05 | 26 | 15 | 11 | 06 | 07 | 11 | 03 | 12 |    | 05 | 11 | 17 |
| Maxime Laheurte                                 | 18 | 24 | 23   | 32 | 22 | 18   | 21   | 16 | 14 | 21 | 19 |    | 13 | 06 | 12 | 16 | 03 | 20 | 17 | 05 | 18 | 13 |
|                                                 |    |    |      |    |    |      |      |    |    |    |    |    |    |    |    |    |    |    |    |    |    |    |
|                                                 |    |    |      |    |    |      |      |    |    |    |    |    |    |    |    |    |    |    |    |    |    |    |
| Tom Balland                                     |    |    | 44   | 47 | 39 | 47   | Dsq. |    |    |    |    |    |    |    |    |    |    |    |    |    |    |    |
| Hugo Buffard                                    | 46 | 50 |      |    |    |      |      |    |    |    |    |    |    |    |    |    |    |    |    | 05 |    |    |
| Antoine Gérard                                  |    |    | Dsq. |    |    |      |      |    |    | 38 | 31 | 46 | 33 |    | 27 | 33 | 12 | 28 | 20 | 05 | 36 |    |
| Samuel Guy                                      |    |    |      |    | 41 | 38   |      |    |    |    |    |    |    |    |    |    |    |    |    |    |    |    |
| Geoffrey Lafarge                                |    |    |      |    | 40 | Dsq. |      |    |    | 32 | 34 | 36 |    |    |    |    |    |    |    |    |    |    |
| Laurent Muhlethaler                             | 42 | 53 |      |    | 33 | 41   | 31   | 38 |    |    |    |    |    |    |    |    | 12 | 37 | 31 |    |    |    |
| La légende du tableau figure au bas de la page. |    |    |      |    |    |      |      |    |    |    |    |    |    |    |    |    |    |    |    |    |    |    |

En Coupe continentale :
- Tom Balland[G 27], 8 départs, meilleur résultat 14e ;
- Hugo Buffard, 10 départs, meilleur résultat 13e et 5e par équipes ;
- Nicolas Didier[G 25], 4 départs, meilleur résultat 32e (à deux reprises) ;
- Antoine Gérard, 8 départs, meilleur résultat 4e (à trois reprises) et 5e par équipes ;
- Geoffrey Lafarge, 4 départs, meilleur résultat 9e ;
- Maxime Laheurte, 2 départs, meilleur résultat 3e ;
- Yann Laheurte[G 32], 1 départ, 47e ;
- Laurent Muhlethaler, 5 départs, meilleur résultat 3e ;
- Brice Ottonello[G 30], 2 départs, meilleur résultat 46e ;
- Théo Rochat[G 33], 2 départs, meilleur résultat 45e ;
- Maël Tyrode[G 38], 1 départ, 49e ;
- Edgar Vallet[G 39], 1 départ, 51e ;
- Lilian Vaxelaire[G 34], 2 départs, meilleur résultat 30e.

Lors des Jeux olympiques d'hiver de la jeunesse, Lilian Vaxelaire termine 10e de l'épreuve sur 10 km. Il est associé à Romane Dieu et à Jonathan Learoyd pour l'épreuve par équipes mixte de saut à ski, qu'ils terminent cinquièmes. Enfin, lors de l'épreuve par équipes, il est associé aux fondeurs Juliette Ducordeau et Jérémy Royer et terminent sixièmes.
Deux jours avant le début des épreuves des Championnats du monde junior, la Fédération internationale de ski annonce par un courriel aux fédérations nationales qu'elle avance de deux jours la première épreuve de combiné : la course qui devait se tenir le 24 aura lieu le 22 février, soit deux jours après l'envoi dudit courriel ! Cette annonce tardive empêche certaines nations, dont la France, d'aligner leurs coureurs au départ — faute d'avoir pu se rendre sur place à temps. Ainsi, Edgar Vallet, Maël Tyrode, Théo Rochat et Laurent Muhlethaler (alors en tête du classement de la Coupe OPA) sont empêchés de concourir. Lors des épreuves individuelles, seul Lilian Vaxelaire représentera la France, qui déclare forfait pour l'épreuve par équipes.
Laurent Muhlethaler remporte la Coupe OPA, avec 3 épreuves victorieuses et quatre 3e places ; ont également participé à cette compétition :
- Gaël Blondeau[G 40] (2 départs) ;
- Loïc Didier[G 36] (10 départs) ;
- Joris Fumey[G 37] (4 départs) ;
- Yann Laheurte[G 32] (12 départs) ;
- Kenta Osaki[G 41] (2 départs) ;
- Brice Ottonello[G 30] (8 départs) ;
- Théo Rochat[G 33] (11 départs) ;
- Titouan Suisse[G 42] (10 départs) ;
- Mickaël Tan Bouquet[G 31] (10 départs) ;
- Maël Tyrode[G 38] (12 départs) ;
- Edgar Vallet[G 39] (12 départs) ;
- Lilian Vaxelaire[G 34] (8 départs).

En fin de saison, Samuel Guy, et Geoffrey Lafarge annoncent mettre un terme à leurs carrières.

## Saison 2016 - 2017
François Braud décroche aux Championnats du monde une troisième place sur grand tremplin puis obtient une deuxième place lors du dernier gundersen de la saison.
| Coureurs                                        | 1  | 2   | 3  | 4  | 5  | 6  | 7  | 8  | 9  | 10 | 11 | 12 | 13 | 14 | 15 | 16 | 17 | 18 | 19 | 20 | 21 |  | NH | T  | LH   | TS |  | 22 | 23 | 24  | 25 |
| ----------------------------------------------- | -- | --- | -- | -- | -- | -- | -- | -- | -- | -- | -- | -- | -- | -- | -- | -- | -- | -- | -- | -- | -- |  | -- | -- | ---- | -- |  | -- | -- | --- | -- |
| François Braud                                  | 40 | 25  | 06 | 13 | 08 | 17 | 18 | 11 | 09 | 16 | 09 | 14 | 17 | 15 | 11 | 23 | 20 |    |    |    |    |  | 06 | 07 | 03   | 05 |  | 05 | 09 | 19  | 02 |
| Antoine Gérard                                  | 21 | Ab. | 06 |    | 15 | 32 |    | 21 | 23 | 22 | 09 | 15 | 16 | 10 |    |    |    |    |    |    |    |  | 26 | 07 | 18   |    |  | 32 | 26 | 36  | 13 |
| Maxime Laheurte                                 | 20 | 22  | 06 |    | 28 | 25 | 35 | 12 | 36 | 24 |    | 32 |    | 32 | 14 | 24 | 25 |    |    |    |    |  | 27 | 07 | Dsq. | 05 |  | 22 | 13 | 23  |    |
| Laurent Muhlethaler                             | 28 | 33  | 06 |    | 47 | 43 | 42 | 41 | 42 |    |    |    | 38 | 33 |    |    |    |    |    |    |    |  |    | 07 | 38   |    |  | 25 | 24 | Ab. | 30 |
|                                                 |    |     |    |    |    |    |    |    |    |    |    |    |    |    |    |    |    |    |    |    |    |  |    |    |      |    |  |    |    |     |    |
|                                                 |    |     |    |    |    |    |    |    |    |    |    |    |    |    |    |    |    |    |    |    |    |  |    |    |      |    |  |    |    |     |    |
| Tom Balland                                     |    |     |    |    |    |    |    |    |    |    |    |    | 44 |    |    |    |    |    |    |    |    |  |    |    |      |    |  |    |    |     |    |
| Hugo Buffard                                    |    |     |    |    |    |    |    |    |    |    |    |    |    |    | 41 | 39 |    |    |    |    |    |  | 35 |    |      |    |  |    |    |     | 23 |
| Nicolas Didier                                  |    |     |    |    |    |    |    |    |    |    |    |    | 42 | 41 |    |    |    |    |    |    |    |  |    |    |      |    |  |    |    |     |    |
| Lilian Vaxelaire                                |    |     |    |    |    |    |    |    |    |    |    |    | 40 |    |    |    |    |    |    |    |    |  |    |    |      |    |  |    |    |     |    |
| La légende du tableau figure au bas de la page. |    |     |    |    |    |    |    |    |    |    |    |    |    |    |    |    |    |    |    |    |    |  |    |    |      |    |  |    |    |     |    |

En Coupe continentale, participations de :
- - Tom Balland[G 27],
  - Hugo Buffard (une victoire, le 8 janvier à Høydalsmo),
  - Nicolas Didier[G 25],
  - Edgar Vallet[G 39].

Le site de la fédération française de ski donne la composition des équipes de France pour la saison 2016 - 2017 :
- France A :
  - François Braud
  - Maxime Laheurte
- Nationale B :
  - Tom Balland[G 27]
  - Hugo Buffard
  - Nicolas Didier[G 25]
  - Antoine Gérard
  - Théo Hannon[G 22]
  - Laurent Muhlethaler
- Jeune / junior :
  - Brice Ottonello[G 30]
  - Théo Rochat[G 33]
  - Maël Tyrode[G 38]
  - Edgar Vallet[G 39]
  - Lilian Vaxelaire[G 34]

Aucune équipe féminine n'est mentionnée, à la différence d'autres équipes nationales.

## Saison 2017 - 2018
Un seul podium en épreuves « élite » : une troisième place par équipes à Lillehammer.
| Coureurs                                        | 1  | 2  | 3    | 4  | 5  | 6  | 7  | 8 | 9 | 10 | 11 | 12 | 13 | 14 | 15 | 16 | 17 | 18 | 19 |  | NH | LH | T |  | 20 | 21 | 22 | 23 | 24 | 25 | 26 | 27 | 28 |
| ----------------------------------------------- | -- | -- | ---- | -- | -- | -- | -- | - | - | -- | -- | -- | -- | -- | -- | -- | -- | -- | -- |  | -- | -- | - |  | -- | -- | -- | -- | -- | -- | -- | -- | -- |
| François Braud                                  | 16 | 21 | 07   | 03 | 8  | 15 | 10 |   |   | 16 |    | 18 | 9  | 04 |    |    |    |    |    |  | 15 | 15 | 5 |  | 08 | 07 |    | 07 | 16 | 17 | 16 | 30 | 19 |
| Hugo Buffard                                    |    |    |      |    |    |    |    |   |   |    |    |    |    |    |    | 44 |    |    |    |  |    |    |   |  |    |    |    |    |    |    |    |    |    |
| Antoine Gérard                                  | 23 | 05 | 05   | 03 | 12 | 18 | 18 |   |   | 14 |    | 26 | 22 | 04 |    |    |    |    |    |  | 26 | 32 | 5 |  | 08 | 16 |    | 19 | 23 |    | 33 | 44 | 30 |
| Maxime Laheurte                                 | 09 | 06 | 04   | 03 | 17 |    | 15 |   |   | 27 | 08 | 11 | 14 | 04 |    |    |    |    |    |  | 11 | 14 | 5 |  |    |    | 19 |    |    | 18 | 35 | 26 | 18 |
| Jason Lamy-Chappuis                             |    | 29 | 33   | 03 | 29 |    |    |   |   |    | 08 | 39 | 25 | 04 | 42 |    |    |    |    |  | 31 | 30 | 5 |  |    |    | 29 | 33 | 27 |    | 30 |    |    |
| Laurent Muhlethaler                             |    | 40 | Dsq. |    | 38 |    |    |   |   | 41 |    |    | 32 |    | 46 |    |    |    |    |  |    |    |   |  | 19 |    |    |    |    |    |    | 40 |    |
| Edgar Vallet                                    |    |    |      |    |    |    |    |   |   |    |    |    |    |    |    |    |    |    |    |  |    |    |   |  | 19 | 49 |    |    |    |    |    |    |    |
| La légende du tableau figure au bas de la page. |    |    |      |    |    |    |    |   |   |    |    |    |    |    |    |    |    |    |    |  |    |    |   |  |    |    |    |    |    |    |    |    |    |

En Coupe continentale :
- une victoire pour Antoine Gérard le 5 janvier à Klingenthal, et une deuxième place le surlendemain, au même endroit ;
- une victoire pour François Braud le 7 janvier à Klingenthal ;
- une deuxième place et deux troisièmes places pour Hugo Buffard, soit une place sur le podium lors de chacune des trois courses de décembre à Steamboat Springs (États-Unis d'Amérique), en étant à chaque fois le fondeur le plus rapide de l'épreuve ; ce qui sera à nouveau le cas à Klingenthal le 6 janvier, toujours en Coupe continentale : parti 61e, il se classera 13e de l'épreuve ;
- une deuxième place pour Maxime Laheurte, à Klingenthal le 6 janvier, et une troisième place en ce même lieu la veille ;
- une cinquième et une sixième places pour Laurent Muhlethaler, toujours lors des épreuves de Klingenthal.

Le site de la fédération française de ski donne la composition des équipes de France pour la saison 2017 - 2018 :
- France A :
  - François Braud
  - Antoine Gérard
  - Maxime Laheurte
  - Jason Lamy Chappuis
- Nationale B :
  - Hugo Buffard
  - Nicolas Didier[G 25]
  - Laurent Muhlethaler
  - Lilian Vaxelaire[G 34]
- Jeune / junior :
  - Brice Ottonello[G 30]
  - Théo Rochat[G 33]
  - Maël Tyrode[G 38]
  - Edgar Vallet[G 39]

Aucune équipe féminine n'est mentionnée, à la différence d'autres équipes nationales.

## Saison 2018 - 2019
L'équipe élite a un nouvel entraîneur en la personne de Frédéric Baud, qui remplace Jérôme Laheurte. Frédéric Baud entraînait auparavant l'équipe de France B. Le 30 janvier 2019, il est remplacé par Étienne Gouy.
| Coureurs                                        | 1  | 2  | 3  | 4   | 5  | 6  | 7  | 8  | 9  | 10 | 11 | 12 | 13 | 14 | 15 | 16 | 17 | 18 | 19 | 20 | 21 |  | LH | T  | NH | TS |  | 22 | 23 | 24 |
| ----------------------------------------------- | -- | -- | -- | --- | -- | -- | -- | -- | -- | -- | -- | -- | -- | -- | -- | -- | -- | -- | -- | -- | -- |  | -- | -- | -- | -- |  | -- | -- | -- |
| François Braud                                  | 21 | 07 | 23 | 29  |    |    |    | 20 | 24 | 15 | 09 | 23 | 26 | 30 | 27 | 17 | 30 |    |    | 10 | 19 |  | 27 |    | 23 | 06 |  | 10 | 18 | 19 |
| Antoine Gérard                                  | 20 | 07 | 32 | 12  | 26 | 26 | 12 | 28 | 30 | 27 | 09 |    | 25 | 20 | 13 | 22 |    |    |    | 09 | 26 |  | 08 | 06 | 11 | 06 |  | 17 | 08 | 11 |
| Maxime Laheurte                                 | 35 | 07 | 26 | 35  | 30 | 28 |    | 37 | 18 |    |    |    | 22 | 32 |    | 14 | 20 |    |    | 09 | 28 |  | 24 | 06 | 30 | 06 |  | 07 |    | 48 |
| Laurent Muhlethaler                             | 48 | 07 | 38 | 28  | 32 | 39 | 42 |    |    |    |    |    | 34 | 36 |    | 31 | 14 |    |    | 10 | 20 |  | 28 |    | 42 | 06 |  | 38 | 27 | 36 |
| Edgar Vallet                                    | 53 |    | 53 | Ab. |    |    |    |    |    |    |    |    |    |    |    |    |    |    |    |    |    |  |    |    |    |    |  |    | 38 | 27 |
| Lilian Vaxelaire                                |    |    |    |     |    |    |    |    |    |    |    |    | 53 |    |    |    |    |    |    |    |    |  |    |    |    |    |  |    |    |    |
| La légende du tableau figure au bas de la page. |    |    |    |     |    |    |    |    |    |    |    |    |    |    |    |    |    |    |    |    |    |  |    |    |    |    |  |    |    |    |

Antoine Gérard participe à l'étape de Rena de la Coupe continentale masculine. Il s'y classe 6e le premier jour, après une 10e place au saut.
En Coupe continentale, participation de :
- Lilian Vaxelaire[G 34],
- Théo Rochat[G 33],
- Edgar Vallet[G 39].

En Coupe continentale féminine, participation de Léna Brocard.
En Coupe OPA, deuxième place d'Edgar Vallet à Chaux-Neuve le 9 mars.
François Braud et Maxime Laheurte se retirent à la fin de la saison.

## Saison 2019 - 2020
Les combinés français prenant part à des épreuves de Coupe du monde sont entraînés par Étienne Gouy.
| Coureurs                                        | 1  | 2  | 3  | 4    | 5  | 6  | 7  | 8  | 9  | 10 | 11 | 12 | 13 | 14 | 15 | 18 | 19 | 20 | 21 | 22   |
| ----------------------------------------------- | -- | -- | -- | ---- | -- | -- | -- | -- | -- | -- | -- | -- | -- | -- | -- | -- | -- | -- | -- | ---- |
| Antoine Gérard                                  | 29 | 22 | 23 | 34   | 28 | 17 | 22 | 21 | 39 | 10 |    | 24 | 35 | 24 | 20 | 23 | 31 | 09 | 13 | Dsq. |
| Laurent Muhlethaler                             | 32 | 25 | 28 | Dsq. | 32 | 42 | 27 | 33 | 32 | 10 |    | 11 | 24 | 23 | 19 | 15 | 15 | 09 | 16 | 20   |
| Edgar Vallet                                    | 51 | 44 | 43 |      |    |    |    |    |    |    |    |    |    |    |    |    |    |    |    |      |
| Lilian Vaxelaire                                | 47 | 46 | 39 | 48   | 44 | 46 | 45 |    |    |    |    |    |    |    |    |    |    |    |    |      |
| La légende du tableau figure au bas de la page. |    |    |    |      |    |    |    |    |    |    |    |    |    |    |    |    |    |    |    |      |

Le 25 janvier, à Oberstdorf, la France n'aligne pas d'équipe au départ d'une épreuve par équipes de Coupe du monde ; c'est la première fois qu'un tel événement se produit.
Participations de Gaël Blondeau, de Samy Claret-Tournier, de Tom Michaud, de Maël Tyrode, d'Edgar Vallet et de Lilian Vaxelaire à la Coupe continentale masculine. Participation de Léna Brocard à la compétition féminine.
Participation de nombreux athlètes en Coupe OPA.
Médaille de bronze de Gaël Blondeau aux Championnats du monde juniors à Oberwiesenthal. En revanche, la France ne peut aligner d'équipe à la toute première épreuve mixte par équipes de l'historie des Championnats du monde, faute de participantes en nombre suffisant.
À la fin de la saison, Lilian Vaxelaire met un terme à sa carrière.

## Saison 2020 - 2021
Pour la première fois, la page du site de la Fédération française de ski mentionne une équipe nationale féminine de combiné nordique. Il s'agit de l'équipe de France B, composée de la seule Léna Brocard.
|                                                 | WC | COC | COC | COC |  | NH |  |
| ----------------------------------------------- | -- | --- | --- | --- |  | -- |  |
|                                                 |    |     |     |     |  |    |  |
| Léna Brocard                                    | 22 | 24  | 22  | 19  |  | 21 |  |
| La légende du tableau figure au bas de la page. |    |     |     |     |  |    |  |

Chez les hommes :
- Antoine Gérard et Laurent Muhlethaler (ce dernier étant malheureusement absent en début de saison, en raison d'une blessure) composent l'équipe de France A[21 1] ;
- Mattéo Baud, Gaël Blondeau, Maël Tyrode et Edgar Vallet composent l'équipe de France B.

| Coureurs                                        | 1  | 2  | 3  | 4  | 5  | 6  | 7    | 8  | 9  | 10 | 11   | 12 | 13 | 14 | 15 |  | NH   | T | LH | TS |  | 16 | 17 |
| ----------------------------------------------- | -- | -- | -- | -- | -- | -- | ---- | -- | -- | -- | ---- | -- | -- | -- | -- |  | ---- | - | -- | -- |  | -- | -- |
| Antoine Gérard                                  | 21 | 40 | 27 | 35 | 38 | 40 | 13   | 25 | 11 | 16 | 15   | 21 | 23 |    |    |  | 23   | 6 | 29 |    |  |    |    |
| Laurent Muhlethaler                             |    |    |    | 31 | 32 | 33 |      | 24 | 11 | 15 | 13   | 17 | 18 | 7  | 29 |  | 12   | 6 | 9  | 6  |  | 11 | 14 |
| Mattéo Baud                                     | 33 |    | 35 | 45 | 41 | 35 | 13   | 37 | 14 | 27 | 25   | 31 | 32 |    |    |  | 24   | 6 | 16 | 6  |  | 31 | 13 |
| Gaël Blondeau                                   | 48 | 42 | 42 | 44 | 45 | 31 | Dsq. | 39 | 14 | 38 | Dsq. |    |    | 37 | 35 |  | Dsq. | 6 | 34 |    |  | 42 | 48 |
| Marco Heinis                                    | 38 |    | 38 |    |    |    |      |    |    |    |      |    |    |    |    |  |      |   |    |    |  | 37 | 50 |
| Maël Tyrode                                     |    |    |    |    |    |    |      |    |    |    |      |    |    |    |    |  |      |   |    |    |  | 43 | 42 |
| La légende du tableau figure au bas de la page. |    |    |    |    |    |    |      |    |    |    |      |    |    |    |    |  |      |   |    |    |  |    |    |

Mattéo Baud, vice-champion du monde juniors.
Participations de Tom Michaud, de Théo Rochat, de Maël Tyrode et d'Edgar Vallet à la Coupe continentale masculine.
Participations de Marco Heinis (une victoire, sur 10 km, le 21 février à Ramsau am Dachstein), de Mattéo Baud, de Tom Michaud, de Tom Rochat, de Nils Gouy, de Maël Begrand, de Clovis Pagnier, de Paul Guyot et de Rémi Ottenheimer à la Coupe OPA.

## Saison 2021 - 2022
L'équipe de France féminine est composée de la seule Léna Brocard.
|                                                 | WC | WC | WC | WC | WC | WC | WC | WC | WC | WC |
| ----------------------------------------------- | -- | -- | -- | -- | -- | -- | -- | -- | -- | -- |
|                                                 |    |    |    |    |    |    |    |    |    |    |
| Léna Brocard                                    | 21 | 15 | 15 | 15 | 18 |    | 10 |    |    |    |
| La légende du tableau figure au bas de la page. |    |    |    |    |    |    |    |    |    |    |

Chez les hommes :
- Mattéo Baud, Antoine Gérard et Laurent Muhlethaler composent l'équipe de France A ;
- Gaël Blondeau, Marco Heinis et Tom Michaud composent l'équipe de France B ;
- Maël Begrand et Tom Rochat composent l'équipe de France juniors ;
- Nils Gouy, Maël Tyrode et Edgar Vallet sont coéquipiers.

| Coureurs                                        | 1  | 2  | 3  | 4  | 5  | 6  | 7  | 8  | 9  | 10 | 11 | 12 | 13 | 14  | 15 | 16 | 17 | 18 | 19 |  | NH | LH | T |  | 20 | 21 | 22 | 23 | 24 | 25 |
| ----------------------------------------------- | -- | -- | -- | -- | -- | -- | -- | -- | -- | -- | -- | -- | -- | --- | -- | -- | -- | -- | -- |  | -- | -- | - |  | -- | -- | -- | -- | -- | -- |
| Mattéo Baud                                     | 26 | 35 |    |    | 41 | 33 | 36 | 34 | 30 |    | 31 |    |    |     |    |    |    |    |    |  |    |    |   |  |    |    |    |    |    |    |
| Antoine Gérard                                  | 35 | 38 | 22 | 06 | 36 | 38 | 25 | 32 | 34 |    | 35 | 31 |    |     |    |    |    |    |    |  |    |    |   |  |    |    |    |    |    |    |
| Laurent Muhlethaler                             | 16 | 27 | 15 | 06 | 16 | 06 | 21 | 19 | 15 |    |    |    |    |     |    |    |    |    |    |  |    |    |   |  |    |    |    |    |    |    |
| Gaël Blondeau                                   | 33 | 37 |    | 06 | 43 | 41 | 38 | 28 | 37 |    | 33 | 37 |    |     |    |    |    |    |    |  |    |    |   |  |    |    |    |    |    |    |
| Marco Heinis                                    | 40 | 34 |    | 06 | 42 |    |    |    |    |    |    |    | 45 | lap |    |    |    |    |    |  |    |    |   |  |    |    |    |    |    |    |
| Edgar Vallet                                    |    |    |    |    |    |    |    | 41 | 40 |    | 42 | 40 | 43 | 38  |    |    |    |    |    |  |    |    |   |  |    |    |    |    |    |    |
| La légende du tableau figure au bas de la page. |    |    |    |    |    |    |    |    |    |    |    |    |    |     |    |    |    |    |    |  |    |    |   |  |    |    |    |    |    |    |

Participations de Nils Gouy, de Tom Michaud, et de Maël Tyrode à la Coupe continentale masculine.
Participation de Maël Begrand, de Paul Guyot, de Marco Heinis, de Tom Michaud et de Lilian Tréand à la Coupe OPA.